# Inga bella
Inga bella är en ärtväxtart som beskrevs av Mario Sousa. Inga bella ingår i släktet Inga och familjen ärtväxter. IUCN kategoriserar arten globalt som starkt hotad. Inga underarter finns listade i Catalogue of Life.